# Holle
Holle är en kommun och ort i Landkreis Hildesheim i förbundslandet Niedersachsen i Tyskland.